# Lista dos soberanos de Guastalla
Guastalla é uma cidade na Emilia-Romagna, na margem direita do Rio Pó. Antigo senhorio, o Condado de Guastalla existiu desde 1406 até 1621, altura em que foi elevado à categoria de Ducado Soberano. Em 1456 o condado é dividido, ficando Montechiarugolo e Casei para Pietro Guido I Torelli.
Depois de estar na mão da Casa Torelli, Guastalla acaba por ser herdado por um ramo cadete dos Gonzaga, os Gonzaga-Guastalla, até à sua extinção.

## Senhores de Guastalla (1307-1428)
- Giberto III (Gilberto III da Correggio) 1307-1321
- Simão (Simone da Correggio) 1321-1346 com
  - Guido (Guido da Correggio) com
  - Azzone (Azzone da Correggio) com
  - João (Giovanni da Correggio)

ao Ducado de Milão (1346-1403)
- Otão (Ottone Terzi) 1403-1406
- Guido (Guido Torelli) 1406-1428

## Contes de Guastalla (1428-1621)
- Guido (Guido Torelli) 1428-1449
- Cristovão (Cristoforo Torelli) 1449-1456 com
  - Pedro Guido I (Pietro Guido I Torelli) 1449-1456

primeira divisão dos domínios da Casa Torelli (1456)
- Pedro Guido I (Pietro Guido I Torelli) 1456-1460
- Guido Galeoto (Guido Galeotto Torelli) 1460-1480 com
  - Francisco Maria (Francesco Maria Torelli) 1460-1480

segunda divisão dos domínios da Casa Torelli (1480)
- Francisco Maria (Francesco Maria Torelli) 1480-1486
- Pedro Guido (Pietro Guido II Torelli) 1486-1494
- Aquiles (Achille Torelli) 1494-1522
- Luísa (Ludovica Torelli) 1522-1539
- Ferrante I (Ferrante I Gonzaga) 1539-1557
- César I (Cesare I Gonzaga) 1557-1575
- Ferrante II (Ferrante II Gonzaga) 1575-1621

## Duques de Guastalla (1621-1859)
- Ferrante II (Ferrante II Gonzaga) 1621-1632
- César II (Cesare II Gonzaga) 1632
- Ferrante III (Ferrante III Gonzaga) 1632-1678

integrado no Ducado de Mântua 1678-1693
- Vicente I (Vincenzo Gonzaga) 1693-1702

ocupado pelo Reino de França 1702-1704
- Vicente I (Vincenzo Gonzaga) 1704-1714 (2ª vez)
- António Ferrante (Antonio Ferdinando Gonzaga) 1714-1729
- José Maria (Giuseppe Maria Gonzaga) 1729-1734

ocupado pelo Reino de França 1734-1738
- José Maria (Giuseppe Maria Gonzaga) 1738-1746 (2ª vez)

ocupado pelo Sacro Império Romano-Germânico 1746-1748
cedido em definitivo ao Ducado de Parma 1748
- Camilo Borghese (Camillo Filippo Ludovico Borghese) 1805-1813, marido de Paulina Bonaparte
- unido ao Ducado de Parma e Placência 1815-1847
- unido ao Ducado de Módena e Reggio 1847-1859